# Stephen W. Parsons
Stephen W. „Snips“ Parsons (* 19. června 1951 Bridlington) je anglický zpěvák, hudební skladatel a režisér.

## Kariéra
Svou hudební kariéru zahájil v roce 1968 a v následujících čtyřech letech působil v několika lokálních skupinách. V roce 1972 se stal členem své první profesionální skupiny Sharks, v níž dále působil například kytarista Chris Spedding. Kapela se rozpadla po vydání dvou alb v roce 1974. Roku 1975 se Parsons stal členem skupiny Baker Gurvitz Army, s níž nahrál dvě studiová alba – Elysian Encounter (1975) a Hearts on Fire (1976). V roce 1978 vydal své první sólové album Video Kings, na jehož produkci se podílel Steve Lillywhite. Svou druhou a poslední sólovou desku La Rocca! vydal v roce 1981. Produkci měl tentokrát na starost Chris Spedding.
Následně se začal věnovat skládání filmové hudby a režírování videoklipů. Složil například hudbu k filmům Zlomek sekundy (1992) a Brána do pekla (2009). V devadesátých letech nahrál jedno album a krátce též vystupoval s obnovenou skupinou Sharks. V letech 2011 až 2012 byl spolu se Speddingem a dalšími hudebníky členem skupiny King Mob, s níž vydal jednu desku. V roce 2015 se jako spoluautor, koproducent a zpěvák podílel na Speddingově albu Joyland. Později byla rovněž obnovena skupina Sharks. V roce 2007 Parsons režíroval celovečerní hororový film Wishbaby.

## Sólová diskografie
- Video Kings (1978)
- La Rocca! (1981)